# Orbiter

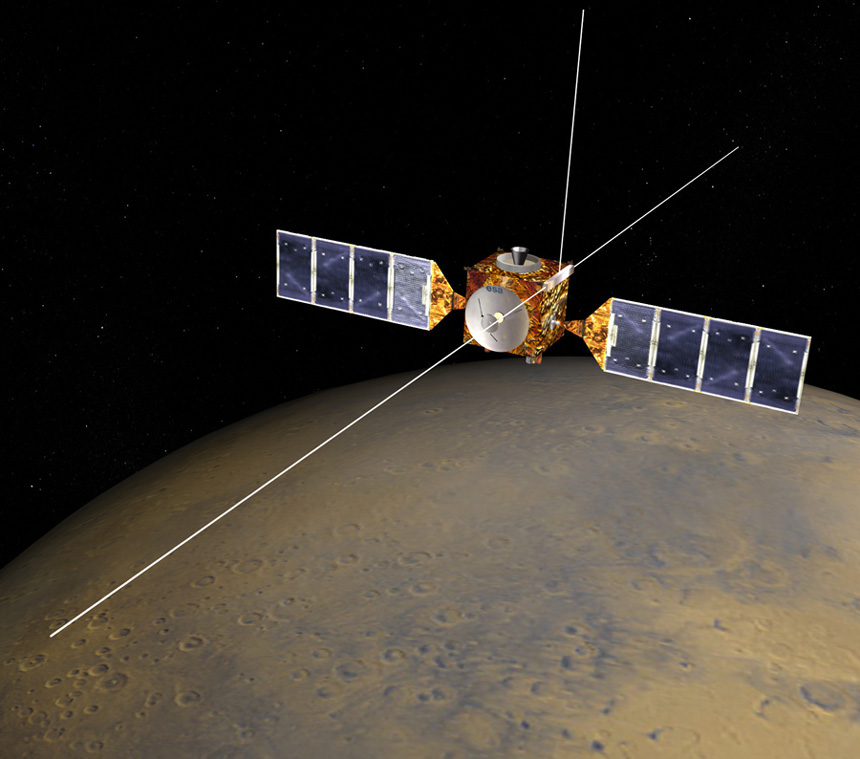
Orbiter

Orbiter – część sondy kosmicznej, która pozostaje na orbicie wokółplanetarnej po oddzieleniu lądownika i służy jako satelita komunikacyjny, przekazujący sygnał z lądownika na Ziemię. Orbiter spełnia również rolę satelity zwiadowczego fotografującego powierzchnię planety, dokonuje także analizy widma i analizy termicznej. 
Standardowym wyposażeniem orbitera są: nadajnik radiowy, antena nadajnika, antena odbiornika, silniki pozycjonujące, kamera termowizyjna, radar, komputer pokładowy, ogniwa fotowoltaiczne i akumulator.
W nazewnictwie NASA orbiter oznacza uskrzydloną załogową część systemu STS, która wchodzi na orbitę okołoziemską, a następnie, po zejściu z orbity i wytraceniu prędkości w górnych warstwach atmosfery, szybuje aż do osiągnięcia lotniska.